# Il viaggio più lungo
Il viaggio più lungo (The Longest Journey) è un romanzo di E. M. Forster del 1907, ambientato in Inghilterra. Affronta apertamente il tema dell'opposizione tra realtà e cultura presente anche negli scritti precedenti e successivi dell'autore.

## Trama
Il protagonista, Rickie, scopre di avere un fratello illegittimo di nome Stephen Wonham. L'uomo non solo gli è estraneo, ma anche moralmente e fisicamente repellente, nato fuori dalle istituzioni e cresciuto nella pigrizia contadina. Tutti cercano di escluderlo dalla loro vita, ma per Rickie si tratta di scegliere tra il riconoscimento di "appartenere" in qualche modo a questo suo contrario e quindi a dover dividere la vita con lui, oppure al netto rifiuto della sua persona, così come fanno gli altri, in particolare la moglie Agnes decisa a ignorare Stephen ragioni finanziarie e sociali.
Rickie si lascia quindi trascinare dall'amore per Agnes ed inizialmente ripudia il fratello. Solo successivamente e con l'aiuto di un vecchio amico ritrovato rinnega il suo matrimonio e accetta Stephen, per il quale darà la vita in un estremo sacrificio.
Forster nuovamente propone il tema del rapporto tra letteratura e realtà che, per quanto essa sia spiacevole e gretta, deve essere accettata e se necessario sacrificarsi per essa. Soltanto in questo modo la letteratura e l'arte possono sperare di non inaridirsi e restare al passo con la vita e i sentimenti contemporanei.